# 取組
取組（とりくみ）は相撲の試合のこと。大相撲では「割」ともいう。

## 概要
大相撲の歴史の中ではさまざまな制度の変遷があり、取組の編成方針についても一様ではないが、現行のルールの大前提としては、
- 各力士、1日最大1番のみ組まれる（優勝決定戦を除く）。
- 必ず一対一の取組とする（江戸時代に行われていた五人掛けなどは行わない）。
- 同じ組み合わせの取組は1場所内で繰り返さない（優勝決定戦を除く）。

が挙げられる。
番数
現行の制度では、一場所の間で、十両以上は15番、幕下以下は原則として7番、相撲を取る。
1927年以降の番数変遷は以下の通り。春秋園事件および第二次世界大戦前後の混乱期に力士の数が激減した時は一定でないが、おおむね、十両以上は場所中全日、幕下以下はおおむね隔日のペースで、取組が組まれる。以下の表のうち、カッコで示された番数は、出場人数の都合で例外的に調整する場合の番数である。
| 場所    | 幕内       | 十両       | 幕下       | 三段目     | 序二段     | 序ノ口     |
| ------- | ---------- | ---------- | ---------- | ---------- | ---------- | ---------- |
| 1927.10 | 11番       | 11番       | 6番        | 6番        | 6番        | 6番        |
| 1932.2  | 8番        | 8番        | 8番        | 8番        | 5番        | 4番        |
| 1932.3  | 10番       | 10番       | 10番       | 10番       | 6番        | 6番        |
| 1932.5  | 11番       | 11番       | 11番       | 11番       | 6番        | 6番        |
| 1933.1  | 11番       | 11番       | 11番       | 6番        | 6番        | 6番        |
| 1937.5  | 13番       | 13番       | 13番       | 7番        | 7番        | 7番        |
| 1938.5  | 13番       | 13番       | 7番        | 7番        | 7番        | 7番        |
| 1939.5  | 15番       | 15番       | 8番        | 8番        | 8番        | 8番        |
| 1944.5  | 10番       | 10番       | 5番        | 5番        | 5番        | 5番        |
| 1945.6  | 7番        | 7番        | 5番        | 5番        | 5番        | 5番        |
| 1945.11 | 10番       | 10番       | 5番        | 5番        | 5番        | 5番        |
| 1947.11 | 11番       | 11番       | 6番        | 6番        | 6番        | 6番        |
| 1949.1  | 13番       | 13番       | 12番       | 12番       | 12番       | 12番       |
| 1949.5  | 15番(14番) | 15番(14番) | 15番(14番) | 15番(14番) | 15番(14番) | 15番(14番) |
| 1952.1  | 15番       | 15番       | 15番       | 8番(9番)   | 8番(9番)   | 8番(9番)   |
| 1953.3  | 15番       | 15番       | 8番(9番)   | 8番(9番)   | 8番(9番)   | 8番(9番)   |
| 1960.7  | 15番       | 15番       | 7番(8番)   | 7番(8番)   | 7番(8番)   | 7番(8番)   |

## 取組の編成
取組は、下記の取組編成要領等に基づき、本場所の進行と並行して、審判部による取組編成会議で編成されている。
会議の構成委員は、審判部長・審判部副部長・審判委員のうち進行中の取組に勝負審判として出場していない者、副理事、行司（書記として出席）である。開催場所は割場（審判部屋）。
取組編成会議で決定した取組は、行司が「巻」（いわゆる巻物）に記載してゆく。取組順は、対戦する両力士のうち上位の者の番付順に、下位から順に並ぶようにする。但し三役以上は、初日と千秋楽は下位から順に、2日目～14日目は前日の取組順が最後だった者が最初となり他の者が順次繰り下がるローテーションで組まれる。また、取組上の東・西の割り振りは、二人の番付上の東西が異なる場合はそのまま割り振り、番付上の東西が同じである場合は、番付下位の力士が反対側の方に移る。
日本相撲協会公式ホームページの取組表は2020年1月場所までは、取組がある力士、勝負審判、土俵入り時間が掲載されていた（2020年1月場所初日取組表）。2020年3月場所からは、取組がある力士、勝負審判、土俵入り時間に加え、懸賞取組が掲載されている（2020年3月場所初日取組表）。
取組編成要領（1971年（昭和46年）7月施行）
以下、原文のまま掲載する。
第1条
本場所相撲の取組は、取組編成会議において作成する。
第2条
取組編成会議は、審判部の部長、委員を以て組織する。監事は、取組編成会議に同席するものとする。
第3条
取組編成会議には、書記として行司を出席させることができる。但し、発言することは出来ない。
第4条
取組は、当分の間相撲部屋総当りにより編成するものとする。
第5条
取組は、本場所の初日の2日前に初日、2日目の取組をその後は前日に取組を編成し、発表するものとする。
第6条
取組は、段階別に番附順位により編成することを原則とする。但し、下位の力士をその成績により横綱、大関と取組ませることができるものとする。
第7条
上の段階の力士に欠場者のあった場合は、下の段階の力士をその成績により上の段階の力士と取組ませることができるものとする。
第8条
病気、怪我等により欠場する力士が生じた場合、相撲部屋の師匠は即刻その旨を審判部長に届出なければならない。
第9条
欠場力士があった場合、審判部長は取組編成会議にその旨を報告し、取組編成を行うものとする。 但し、欠場者の届出が取組編成終了後の場合は、直ちに取組編成会議を開き改めて取組編成を行うものとする。

### 取組編成の傾向
幕内・十両
幕内の取組編成は、初日、2日目の分は初日の2日前に、3日目以降の分は前日の午前に決定して発表する。終盤の取組は発表時刻が繰り下がっており、千秋楽の取組は平成期までは14日目の取組の最中、令和期は14日目の全取組終了後に編成される。2023年11月場所以降は14日目の分も13日目の全取組終了後に編成されるようになった。十両の取組編成は、初日の分は2日前に、2日目以降の分は取組とほぼ同時進行で編成される。
原則として幕内下位および十両の力士は初日は同地位の力士と対戦するように組み、おおむね序盤戦は番付の近い者同士で取組を編成する。逆に横綱・大関は序盤戦に関脇以下の力士と対戦し（初日は原則として横綱と小結が対戦するのが慣例となっている）、千秋楽に同地位の力士と対戦することを慣例としている。
すなわち、最上位の東横綱は三役以上に2人ずつ在位する場合原則千秋楽が西横綱、14日目が東大関、13日目が西大関という具合になる。横綱対役力士、大関同士の対戦は原則として組まれることになっているが、幕内下位の力士が好成績を挙げて優勝争いに絡んできたときは、終盤にその力士を横綱や三役と組ませ、横綱、大関同士の取組の一部を飛ばす処置をとる（「割を壊す（崩す）」という）。また、幕内の優勝争いの展開によっては、横綱・大関同士の対戦順を入れ替えて、千秋楽まで優勝争いが続くよう配慮する場合がある。
土日にあたる初日、7日目、8日目には注目の取組（人気力士同士の対戦や、注目力士が横綱・大関と対戦する等）が組まれることが多い。大関同士の取組や横綱－大関戦は、通常は早くても中日（8日目）以降に割が組まれるが、横綱・大関の人数が多いときなどは7日目以前に組まれることもある。1972年（昭和47年）1月場所から翌1973年（昭和48年）11月場所まで、序盤から横綱、大関同士の取り組みが組まれた（エピソードの項参照）。
幕下以下
幕下以下の力士は、通常1場所7番しか相撲を取らない。原則として、初日か2日目に1番相撲、3日目か4日目に2番相撲を取り、12日目まで同様に6番相撲までを取り、ここまで2日間のうちいずれか1日の出場となる。7番相撲は13日目-千秋楽のいずれかに取る。よって1日の取組に登場する幕下以下の力士の数は、12日目までは幕下以下全体の出場力士の約半数、13日目以降は幕下以下全体の出場力士の約1/3の人数となる。何日か連続で相撲を取ることに関しては、通常は連続せず1日相撲を取るパターン（前後の日は取組なし）か、偶数日とその翌日の奇数日に2日連続で相撲を取るパターンかのいずれかとなる（ただし、後述のように例外的に幕下上位や序ノ口下位での対戦日ずらしや八番相撲といった調整が絡むと3日ないし4日連続で相撲を取るパターンも発生する場合がある）。偶数日の幕下の取組終了後に、翌日・翌々日の2日分の取組をまとめて編成し、13日目以降の分は12日目に3日分をまとめて編成する。全勝力士を多く出さないようにするため、幕下以下の取組編成は、原則としてスイス式トーナメント方式を取り入れており、オポネントはなし。
1番相撲は東西の同地位の力士同士を対戦させ、初日は奇数枚目同士（幕下東筆頭対幕下西筆頭、幕下東3枚目対幕下西3枚目、…）、2日目は偶数枚目（幕下東2枚目対幕下西2枚目、幕下東4枚目対幕下西4枚目、…）を原則としている。2番相撲以降は、原則として互いに番付の近い相星（同成績）の力士同士を対戦させる。即ち、2番相撲は1勝同士、1敗同士が対戦する。3番相撲は、2勝同士、1勝1敗同士、2敗同士が対戦する。以下同じく、休場者・部屋などの関係で原則通りの取組が組めない場合を除いて機械的に決められる。
これにより全勝力士の人数が番数消化に連れて半数ずつ減って行き、最終的に全勝力士（7戦全勝）は各段毎に1人前後に収まり、当該力士がその場所の各段優勝、若しくは優勝同点となる。ただし、全勝者の番付が離れ過ぎている場合には、星違いの対戦を組むこともある。ほぼ毎場所7戦全勝力士が出る三段目や序二段より枚数が少ない幕下や序ノ口では、全勝力士が消え、6勝1敗の多人数（幕下では7-9人程度、序ノ口では3-5人程度）で優勝決定戦を行うことも稀にある。優勝決定戦の有無は千秋楽の進行に影響を与えるため、6番相撲を終えて優勝の可能性がある力士の7番相撲は全て13日目に組まれる（但し、平成に入ってから一時期6戦全勝力士の7番相撲を13日目、14日目、千秋楽に分散させていたことがあった）。
段違いの対戦などについて
休場者の発生により幕内の出場力士が奇数となったときの穴埋めや、いわゆる入れ替え戦などで、幕内下位力士対十両上位力士の取組が組まれることがあり、これは幕内の取組として扱われる。また同様の理由で、十両下位力士対幕下上位力士の取組が組まれることがあり、これは十両の取組として扱われる。十両対幕下の場合、十両力士と対戦する幕下力士は、12日目までの偶数日では番数が1番前倒しになる（奇数日には翌日の幕下の取組編成は行わないため、偶数日の十両の取組に出場する幕下力士は、前日（奇数日）の幕下の取組に出場した力士から選ばれる）。幕下以下でも同様に、幕下対三段目、三段目対序二段、序二段対序ノ口の取組があり、いずれの場合も上の方の地位の取組として扱われる。番付外（前相撲）の力士は序ノ口の力士と対戦することはないため、序ノ口以上の全出場者が奇数になった場合は、序ノ口下位で対戦する日をずらしたり、八番相撲を取らせたりして調整する。関取の13日目・14日目での休場により、幕下上位で八番相撲を取らせる場合もある。江戸時代には、番付上の表記で2段以上違う力士の対戦（上段対三段目など）もあったが、現在ではこのような対戦は組まれない。

### 取組回避要件
現在、本割では同じ部屋に所属する力士および4親等以内の親族との対戦は行われていない。なお優勝決定戦においては、同部屋や親族でも対戦させる。

#### 所属先の区別によるもの
過去には部屋単位以外での取組回避要件が存在した。
東西制
番付には、東と西という区別がある。元々は興行を行う際、現在のような単一の相撲集団ではなく興行ごとに複数の相撲集団を招いて対抗戦の形をとった。その際江戸時代までは天子のいる西方が尊ばれたことから元方（もとかた、地元側、ホーム）を西方とし、寄方（よりかた、遠征側、ビジター）を東方に置いた。そして唐の影響から左方が尊ばれていたため土俵において正面から見て左を西、右を東とした。このことは谷風と小野川の取組を描いた図で確認できる。江戸時代から明治時代にかけては漠然とした東西対抗制で、組替時を除いて力士が東と西とを行き交うことはなく、番付の昇降も東西それぞれで行われ、東西の同じ側同士の対戦はなかった。江戸時代においては各地方の相撲集団やお抱え大名が実質的な所属先となっており相撲部屋に所属することは興業に出場するための形式的な条件に過ぎず、それ故お抱えが異なれば同系統や同部屋であっても割が組まれる場合もあった。また、東と西との2枚の番付を作っていた大坂相撲とは違って、東西を1枚にまとめた江戸相撲では、土俵上の東西そのままに東が右側に配置されていたが、最初は東西の間に優劣はなかった。明治維新後に天皇の住まいが東京になったことから土俵上の東西が入れ替わり現在と同様に正面から見て左が東、右が西と変わった。1890年5月に、横綱免許を受けていた大関・初代西ノ海嘉治郎が張出大関にさせられることに抗議した結果、番付上に初めて〈横綱〉が明記されたとき、東に張り出されたことから、横綱を東方におくようになったことで、東が優位という印象が明確になっていった。
1909年の夏場所に、国技館が開館したときに、幕内に団体優勝制度ができた。番付の東と西とで対抗戦をして、勝ち星の多いほうに優勝旗を授与し、翌場所の番付を東に配置することにしたのである。これを東西制と呼んだ。優勝旗は勝った側の関脇以下の幕内力士のうち最優秀の成績をあげた者が優勝旗手の栄誉を得ることと決められた。これは好評を呼び、当時の好角家の間でも、〈出羽海びいき〉〈連合（非出羽方）びいき〉という区別もできた。ただし、東西の戦力バランスの関係や、横綱が片方に偏らないように、ときどき東西の組み替えも行われた。なお、このシステムは幕内だけで、十両以下に関しては下記に述べる系統別総当たり制で東西の区別もなかった。
系統別総当たり制の導入
1932年の春秋園事件の結果、脱退者が多く、幕内力士の人数が少なくなったために、春場所から東西制を中止し、一門による系統別総当たり制を幕内でも実施するようになった。
東西制への回帰
しかし、出羽海部屋の幕内力士が増加し、公平な取組をつくることが難しくなった。
これは「同門相闘わず」の趣旨により、同一部屋はもとより傍系の部屋まで及んでいたため、大部屋所属の力士は有利に、小部屋所属の力士（例：玉ノ海梅吉）は不利となったものである。
このため、1940年1月場所から再び東西制に戻し、団体優勝と旗手の制度を復活させた。しかし、それでも東西のバランスを取ることは難しく、配置換えも何度も行われ、伊勢ヶ濱部屋や朝日山部屋の力士が東西に振り分けられることさえあった（同部屋の力士同士の対戦はなかった）。
系統別総当たり制の復活
戦後、大相撲の人気回復のために、優勝決定戦や三賞制度を導入すると同時に、取組の多様化を進めるために、1947年11月場所から、系統別総当たり制に戻した。
部屋別総当たり制の導入
しかし、立浪部屋と時津風部屋が一門としては別なのに、師匠同士が兄弟弟子（羽黒山政司と双葉山）というだけの関係で対戦がないことや、二所ノ関一門が次々と分離独立していったことから、再び取組が硬直化して不公平感が生じてきたので、1965年1月場所から、完全な部屋別総当たり制を実施し、現在に至っている。

#### 本人同士の血縁関係によるもの
1962年（昭和37年）11月場所12日目、幕下で長谷川勝敏 - 四季の花範雄戦が組まれていたが、叔父と甥の血縁関係（四季の花の姉が長谷川の母親）に当たるという理由でこの取組が削除されるという出来事があった。両力士の6番相撲は14日目に、それぞれ別の力士と組まれた。ちなみに、以前より宮城野（四季の花の師匠）から2人を対戦させないように審判部に申し入れが出されていたものの、両者は2回対戦しており（1回目は1961年（昭和36年）9月場所初日、2回目は1962年（昭和37年）3月場所3日目。結果は四季の花の2戦2勝）、「血縁者同士は対戦しない」という不文律はこの取組を境に定着したものと推察される。
その後も不文律（審判部の内規）として入門時の申請に基づいて兄弟などの取組は回避してきたが、2009年1月場所において光龍忠晴と翔天狼大士が互いに親戚関係だと訴え、追跡調査をする事例が発生したことから、入門時点で親戚関係も明記させることになり、2009年1月29日の理事会決定に基づき、取組編成要領に「4親等以内」と明文化された。その後光龍と翔天狼は2010年1月場所で対戦している。
優勝決定戦における同部屋・兄弟による優勝決定戦の代表的な例としては、1995年（平成7年）11月場所の若乃花勝 - 貴乃花光司がある。

## 取組における行司・呼出の活動
呼出による力士の呼び上げ、及びそれに続く行司による力士の呼び上げは、奇数日は東方から、偶数日は西方から呼び上げる。
中入りの時間が長いときは、「顔触れ言上」といって土俵上で立行司または三役格行司が、土俵上で翌日の取組を読み上げる。

### 行司・呼出の担当番数
行司・呼出が1日の取組の中で担当する（裁く・呼び上げる）番数は1人につき次の表の通り。
| 行司         | 呼出       | 12日目まで | 13日目以降 |
| ------------ | ---------- | ---------- | ---------- |
| 木村庄之助   | 立呼出     | 1番        | 1番        |
| 式守伊之助   | 副立呼出   | 2番        | 2番        |
| 三役格行司   | 三役呼出   | 2番        | 2番        |
| 幕内格行司   | 幕内呼出   | 2番        | 2番        |
| 十両格行司   | 十両呼出   | 2番        | 2番        |
| 幕下格行司   | 幕下呼出   | 4番        | 3番        |
| 三段目格行司 | 三段目呼出 | 6番        | 4番又は3番 |
| 序二段格行司 | 序二段呼出 | 7番        | 4番        |
| 序ノ口格行司 | 序ノ口呼出 | 9番        | 5番又は4番 |

幕内取組においては、木村庄之助と立呼出が揃っている場合、あるいは両者とも番付上不在か休場している場合は、行司と呼出が同時に交代するが、木村庄之助と立呼出のいずれか一方のみが番付上不在か休場している場合は、行司と呼出が交互に交代することになる。

## 記録

### 幕内対戦回数
| 順位 | 取組               | 対戦回数 | 備考                                                   |
| ---- | ------------------ | -------- | ------------------------------------------------------ |
| 1位  | 稀勢の里ー琴奨菊   | 66回     | 稀勢の里30勝（不戦勝1含む）、琴奨菊36勝（不戦勝2含む） |
| 2位  | 白鵬ー琴奨菊       | 63回     | 白鵬56勝、琴奨菊7勝（不戦勝1含）                       |
| 3位  | 日馬富士ー琴奨菊   | 62回     | 日馬富士29勝、琴奨菊33勝                               |
| 4位  | 日馬富士ー稀勢の里 | 61回     | 日馬富士37勝、稀勢の里24勝                             |
| 5位  | 白鵬ー稀勢の里     | 60回     | 白鵬44勝、稀勢の里16勝                                 |
| 6位  | 武蔵丸ー貴ノ浪     | 58回     | 武蔵丸37勝、貴ノ浪21勝                                 |
| 7位  | 白鵬ー日馬富士     | 57回     | 白鵬36勝、日馬富士21勝                                 |
| 8位  | 千代大海ー魁皇     | 54回     | 千代大海20勝、魁皇34勝（不戦勝1含む）                  |
| 9位  | 北の富士－清國     | 52回     | 北の富士37勝、清國15勝                                 |
| 9位  | 鶴竜ー琴奨菊       | 52回     | 鶴竜30勝、琴奨菊22勝（不戦勝1含む）                    |

- 第5位までは全て2010年代に幕内上位にて活躍した両者によって記録されたものであり、それ以前は武蔵丸-貴ノ浪の58回が最多記録だった。昭和時代では、北の富士-清國の52回が最多である。
- 幕内取組回数が多い要因としては、対戦した両者の新入幕場所がほぼ一緒で年齢も近く、かつ両者が同じようにスピード出世で、10年以上に亘り幕内上位に定着し、共に休場が少なく直ぐに引退せず、出場し続けなければ達成出来ないもので、両力士が長年に亘って活躍した結果でもある。

### 対力士幕内対戦成績最高勝利数
1位は白鵬の56勝（琴奨菊戦）である。

### 対力士幕内対戦成績最高連勝記録
1位は北の湖の29連勝（栃光戦）、2位は朝青龍の28連勝（琴光喜戦）、3位は北の湖の27連勝（荒勢戦）、4位は白鵬の25連勝（栃ノ心戦）である。

### 対力士幕内対戦成績初顔合わせからの最高連勝記録
1位は北の湖の29連勝（栃光戦）、2位は白鵬の25連勝（栃ノ心戦）である。

### 対戦成績勝利数
- 対戦成績において1人の対戦相手に対し40勝以上しているのは白鵬のみである。以下は白鵬の記録の詳細を示す。なお、太字の記録は、前人未到の記録を指している。

白鵬（幕内対戦人数106人）
- 対力士対戦成績2桁勝利：38人（歴代1位）
- 対力士対戦成績20勝以上勝利：21人（歴代1位）
- 対力士対戦成績30勝以上勝利：9人（歴代1位）
- 対力士対戦成績40勝以上勝利：3人（歴代1位）
- 対力士対戦成績50勝以上勝利：1人（歴代1位）

## お好み
地方巡業などでは、勧進元や観客の要望に応える形で組まれる取組も多く、こうした取組は「お好み」と呼ばれる。本場所で見ることのできない同部屋対戦や、地元出身の注目力士と横綱、大関との取組などが好まれる。
また、本場所でも、昭和の天覧相撲では、昭和天皇が威勢の良い相撲を好んだためもあり、1975年（昭和50年）5月場所8日目の前頭筆頭富士櫻－小結麒麟児戦など激しい突っ張り合いが期待される取組を組むことが恒例になっていた。

## エピソード

### 江戸時代〜昭和（戦前・戦中）時代
- 1778年（安永7年）3月場所より、それまでの8日間興行から10日間興行に延長されたが、千秋楽には幕内力士の取組は少なかった。1826年（文政9年）1月場所から千秋楽は原則的に幕下以下力士のみの取組となり1856年（安政3年）1月場所の白真弓を最後に幕内力士の取組はなくなった。これは1909年（明治42年）1月場所まで続いた。
- 本場所が番付下位の力士の取組から進行する原則は、江戸時代から現在まで変わっていない。しかし、現在と違って屋外での興行だった時代、天候が打ち出しまでもつか不安があるような場合、役力士の取組を前倒しで行ったり、最初から前半戦と後半戦それぞれの最後に役力士が登場するような割が組まれることもあった。
- 1909年6月場所、両国に常設館（旧両国国技館）が開館され、江戸時代より続いた晴天10日間興行が晴雨に関わらず10日間興行と改められ、それまで幕内力士は千秋楽を休場していたものが10日間皆勤出場となり、千秋楽にも幕内力士の取組が行われるようになった。
- 1928年1月場所、西前頭13枚目で10戦全勝と優勝争いの先頭に立っていた三杦磯善七の千秋楽（11日制）の相手は東張出小結の玉錦三右エ門。幕尻近くの力士が三役力士と当てられることは当時考えられないことで、世間はベテラン三杦磯の優勝を応援したため騒動になった。結果、三杦磯は玉錦に破れ、同じ10勝1敗の東大関常陸岩英太郎が番付上位のため優勝。場所後、相撲協会は幕内下位力士であっても成績次第で上位と対戦させる方針を公式に表明した。
- 1943年（昭和18年）5月場所（開催は4月）10日目、前頭17枚目龍王山－同10枚目青葉山戦は、再三の取り直しに勝負がつかず引き分け協会預りとなった。翌11日目の朝協会は「敢闘精神の欠如」として2人に無期限出場停止とする前代未聞の裁定を下す。連合艦隊司令長官山本五十六元帥戦死の報が伝えられ、国技館でも取組を中断して黙祷などが行われた直後の取組だったこともあり、戦局の激化が角界にも影響を及ぼした形だった。その後力士会（会長双葉山）の抗議によって両力士の出場停止は2日間で解かれ、13日目今度こそ決着まで敢闘を尽くすよう勧告の上で両者の再戦が組まれ、青葉山が速攻で勝利した。

### 昭和（戦後）時代
- 1949年（昭和24年）5月場所より、1944年（昭和19年）1月場所以来5年ぶりに取組が15日制となるが、この時は幕下以下各段も15番取ることになった（この場所序ノ口のみ14番、1951年（昭和26年）9月場所まで。翌1952年（昭和27年）1月場所より三段目以下は8日制となり、1953年（昭和28年）3月場所より幕下以下が8日制となる）。ちなみにこの間、幕下以下の優勝で最高の成績は1950年（昭和25年）9月場所の序二段・柏潟で14勝1敗、同じく最低の成績での優勝は1951年1月場所の序ノ口・郡山の8勝7敗。
- 1953年3月場所3日目の取組表は、結びの一番関脇三根山－横綱東富士戦を除く序ノ口からの取組114番すべての東西を入れ違えて印刷してしまい、その割のまま最後まで押し切ったため、東西を間違える力士が続出。十両、幕内の土俵入りも各力士が混迷するという事態が起きた。
- 1960年（昭和35年）7月場所より幕下以下の取組を、それまでの8日制を改めて7日制とした。
- 1961年（昭和36年）5月場所4日目、前頭13枚目佐田の山－十両筆頭清ノ森（のち清勢川～清乃盛～清の盛）戦で清ノ森が勝利した。場所が終わってみれば幕内最高優勝は佐田の山（12勝3敗）で十両優勝は清ノ森（12勝3敗）、十両優勝力士が幕内最高優勝力士に黒星をつけるという、当時としては話題の取組となった。彼以外で十両力士との対戦があった幕内最高優勝力士には、大蛇山、出羽湊、貴闘力、德勝龍がいるが、いずれも十両力士から喫した黒星はない。
- 1961年11月場所、前頭筆頭の開隆山は全取組15番の内、横綱・三役との取組が13番（初日に横綱柏戸、3日目に小結岩風、4日目に大関北葉山、5日目に横綱初代若乃花、6日目に横綱大鵬、7日目に横綱朝潮、8日目に大関若羽黒、9日目に大関琴ヶ濵、10日目に関脇佐田の山、12日目に関脇栃ノ海、13日目に小結出羽錦、14日目に小結冨士錦、千秋楽に関脇羽黒山）あった。これは2017年5月場所終了現在、平幕力士が三役以上の力士と1場所で最も多く対戦した記録とされる。尚、開隆山は当場所で見事に3横綱（柏戸、大鵬、朝潮。朝潮戦は不戦勝）2大関（若羽黒、琴ヶ濵）から白星を挙げ、9勝6敗と勝ち越し、殊勲賞も受賞、翌場所の新三役（小結）昇進を手中にした。
- 1966年（昭和41年）5月場所より、幕下付出は幕下最下位から相撲を取らせることにした。
- 1971年（昭和46年）6月に取組編成要領を決定し、幕内下位でも大きく勝ち越した力士を、横綱・大関と取り組ませることとした。
- 1972年1月場所、初日早々に横綱北の富士－大関琴櫻戦が組まれ（初日に横綱－大関戦が組まれたケースは史上初）、翌2日目には大関同士の清國－前の山戦が組まれた。これ以降、翌1973年11月場所まで毎場所、序盤戦5日目までに組まれた横綱－大関戦および大関同士の取組が全部で19番組まれた。このうち横綱－大関戦が7番、大関同士の取組が12番組まれた。しかし翌1974年（昭和49年）は5月場所4日目の大麒麟－北の湖戦の大関同士1番のみだった。また1977年（昭和52年）には、同じく5日目までに組まれた横綱－大関戦は4番、大関同士の取組は5番という記録が残っている。この年は3月場所から9月場所まで5大関（貴ノ花、若三杉（のち2代若乃花）、魁傑、三重ノ海、旭國）がいたため、下位に各同部屋力士もいることから取組編成上、前半戦までに対戦することもあった。取組の詳細は下記の通り（すべて5日目までの取組、太字は横綱）。
  - 1972年（横綱－大関4番、大関同士6番）
  - 1月場所　初日　●北の富士　－　琴櫻○、 2日目　●清國　－　前の山○ 
    - この場所千秋楽結びの一番に、前頭5枚目先代栃東－大関清國戦が組まれたが、平幕力士が千秋楽結びで相撲を取ることは極めて異例で、清國を破った栃東は史上初めて平幕力士として千秋楽結びで白星をあげた（11勝4敗で初優勝）。ちなみに1972年〜1973年の2年間に千秋楽結び前の取組に出場した平幕力士は1972年7月場所の北の湖（7枚目、対大関琴櫻）、同年9月場所の栃東（4枚目、対大関琴櫻）、1973年3月場所の富士櫻（12枚目、対大関輪島）、同年9月場所の高見山（4枚目、対大関貴ノ花）の4人。

  - 3月場所　初日　○前の山　－　大麒麟●、 5日目　●北の富士　－　大麒麟○
  - 5月場所　2日目　○大麒麟　－　琴櫻●
  - 7月場所　3日目　●琴櫻　－　清國○
    - この場所、横綱北の富士が全休し、大関大麒麟も5日目から休場したため、結果的に大関以上同士の取組はこの一番だけで、千秋楽結びの一番は、大関清國と関脇長谷川の対戦になった。

  - 9月場所　5日目　○北の富士　－　大麒麟●
  - 11月場所　初日　○輪島　－　大麒麟●、 3日目　●清國　－　琴櫻○、4日目　○清國　－　北の富士●
- 1973年（横綱－大関3番、大関同士6番）
  - 1月場所　2日目　●清國　－　琴櫻○、 4日目　○大麒麟　－　貴ノ花●
  - 3月場所　2日目　●大麒麟　－　清國○、 5日目　●琴櫻　－　清國○
  - 5月場所　4日目　●清國　－　貴ノ花○
  - 7月場所　5日目　●大麒麟　－　琴櫻○
  - 9月場所　4日目　●大麒麟　－　清國○
  - 11月場所　3日目　○大麒麟　－　貴ノ花●、 4日目　●清國　－　輪島○
- 1974年（大関同士1番）
  - 5月場所　4日目　●大麒麟　－　北の湖○

- 1977年（横綱－大関4番、大関同士5番）
  - 3月場所　初日　○貴ノ花　－　旭國●、 4日目　○北の湖　－　三重ノ海●
  - 5月場所　3日目　○旭國　－　三重ノ海●、 5日目　○北の湖　－　魁傑●
  - 7月場所　3日目　○旭國　－　三重ノ海●、 5日目　○北の湖　－　魁傑●
  - 9月場所　3日目　○輪島　－　三重ノ海●、 4日目　○旭國　－　魁傑●、5日目　○魁傑　－　三重ノ海●
- なお序盤戦5日目までの横綱－大関戦に関しては、部屋別総当たり制が始まった1965年（昭和40年）1月場所より9月場所まで8番の割が組まれ、この年序盤戦に組まれた横綱－大関戦としては最多。詳細は下記の通り（太字は横綱）。
- 1965年（横綱－大関8番）
  - 1月場所　3日目　○大鵬　－　北葉山●、4日目　○佐田の山　－　栃ノ海●
  - 3月場所　2日目　●北葉山　－　栃ノ海○
  - 5月場所　2日目　○北葉山　－　栃ノ海●
  - 7月場所　2日目　●栃光　－　佐田の山○、4日目　○栃ノ海　－　北葉山●
  - 9月場所　2日目　○栃ノ海　－　北葉山●、5日目　●栃光　－　佐田の山○
    - 上記の取組の中でも横綱栃ノ海－大関北葉山戦は序盤戦に4番（2日目3番、4日目1番）と最も多く組まれた。

- ちなみに1970年（昭和45年）以降の横綱－関脇戦、大関－関脇戦の序盤戦5日目までの取組となると、横綱－関脇戦では1970年3月場所から翌1971年（昭和46年）11月場所まで毎場所組まれ、全部で21番。1973年1月場所から翌1974年7月場所にも毎場所組まれ、全部で18番の取組が組まれた。大関－関脇戦では1970年11月場所から1974年9月場所まで5年にわたり毎場所組まれ、全部で69番の取組が組まれた。
- 史上最多の関脇5人の番付となった1972年7月場所、前頭筆頭の豊山は、ただ一人関脇5人全員との取組（2日目-対三重ノ海、3日目-対魁傑、6日目-対貴ノ花、8日目-対輪島、9日目-対長谷川）があった。豊山は三重ノ海、貴ノ花には敗れたが魁傑、輪島、長谷川に勝ち、3大関（大麒麟、清國、琴櫻）からも白星を挙げ（対大麒麟は不戦勝）、10勝5敗の活躍で翌場所の三役昇進を決めた。
- 蔵前国技館の開催が最後の1984年9月場所、13日目を終えて幕尻に近い前頭12枚目・多賀竜が1敗で単独トップ、大関・若嶋津と前頭6枚目・小錦が2敗で追う展開になった。翌14日目、本来は大関・若嶋津と横綱・千代の富士（同場所は既に4敗と不調だった）の取組が行われる予定だったが、平幕の小錦と多賀竜の二人が優勝争いに加わっていたため、千代の富士－若嶋津の割が壊され（消され）、千代の富士－小錦・若嶋津－多賀竜の取組にそれぞれ変更された。結果この対戦は小錦と多賀竜の平幕力士がそれぞれ勝利、若嶋津は3敗と後退し優勝争いから脱落[注 7]。千秋楽も大関同士の琴風－朝潮の割が崩され、ひとり2敗の小錦が琴風と、単独トップで1敗の多賀竜が朝潮とそれぞれ取組が変更された。結果千秋楽は小錦が琴風に敗れ12勝3敗となったため、この時点で多賀竜の平幕優勝が決まった（多賀竜も朝潮に敗れ、多賀竜の成績は13勝2敗）。

### 平成
- 1991年（平成3年）3月場所6日目、史上初の外国人幕内力士同士の大関小錦－小結曙の取組が行われた。勝負は押し出しで曙の勝ち。
- 1992年（平成4年）5月場所、一人横綱北勝海が場所前に引退、西大関霧島が4日目から、東関脇栃乃和歌が10日目からそれぞれ途中休場、西関脇曙も3日目に小錦と対戦済み、という事情が重なって、千秋楽結びの一番は東大関小錦に東小結安芸ノ島が当てられた。小結力士が千秋楽の結びで取るのは部屋別総当り制以降初めて、関脇以下力士としても1972年7月場所の西張出関脇長谷川以来のことだった。
- 1992年11月場所、番付通りなら千秋楽結びの一番は東大関小錦に西大関曙となるはずだったが、小錦が2日目から休場。そのままでは史上初の外国出身力士同士の千秋楽結びの一番は見送りとなるはずだったが、西張出大関霧島も中日8日目から休場（翌場所で関脇に陥落）、結果的に曙と東関脇武蔵丸によって実現することになった。なお、小錦と曙はこれ以前にも同年7月場所で千秋楽結びの一番を取るはずだったがこの場所では曙が全休、また翌1993年1月場所では優勝を争う曙と貴花田の一番を千秋楽に組むために割がくずされ、結果的にこの両者による千秋楽結びの一番は一度も実現せずに終わってしまった。
- 1994年（平成6年）1月場所3日目、序二段の取組に、あわや同部屋同士の対戦となりそうなミスがあった。周防山－滝下の一番で、ともに押尾川部屋の力士。もちろん事前にわかったため、「相撲はありませんので、あらかじめご了承ください」の場内アナウンスがあり、取組は削除された。同例としては1987年（昭和62年）11月場所7日目に、同じ序二段で東関部屋力士同士、武田－高見富士の取組があり、同様に削除された。
- 1994年5月場所3日目、前頭5枚目小錦－同11枚目霧島戦は1959年（昭和34年）3月場所14日目、前頭19枚目大内山－同8枚目三根山戦以来、35年ぶりの大関在位経験のあった現役力士同士の取組となったが、その上幕内最高優勝経験者同士の取組となると、小錦－霧島戦が史上初となった。
- 1994年5月場所千秋楽、一人横綱曙の途中休場の関係で、結びの一番は東大関貴ノ浪－東関脇琴錦戦。西大関2代貴ノ花は貴ノ浪とは同部屋（二子山部屋）で対戦出来ず、東張出大関武蔵丸と貴ノ浪との割を千秋楽に組むと武蔵丸以外の役力士との対戦を終えている貴ノ花の千秋楽の相手が平幕力士になってしまうためだった。この相撲、琴錦が一方的に貴ノ浪を押し出して勝利したが、千秋楽結びで関脇が勝ったケースは、1955年（昭和30年）3月場所の大内山（対横綱千代の山戦）以来39年ぶりだった。
- 1994年7月場所3日目、十両で蒼樹山－若翔洋の取組が組まれたが、東から登場すべき蒼樹山（東筆頭）が西から登場し、西から登場すべき若翔洋（東6枚目）が東から登場した。幕下以下では東西逆に登場することは時々あるが十両以上では珍しく、この日は休場力士による割返しも行われていなかったという。
- 1995年（平成7年）7月場所、新入幕の前頭7枚目土佐ノ海は初日大関3代若乃花、2日目横綱貴乃花との取組が組まれた。初日に新入幕力士が初顔で大関と対戦することは昭和以降では初めて。同じく新入幕力士が2日目に横綱と対戦した前例としては1941年（昭和16年）5月場所、前頭11枚目双見山が男女ノ川と対戦（このときは東西制なので割をくずしたわけではない）、初顔で見事金星を挙げた。土佐ノ海は初日、2日目と連敗、この場所7勝8敗と負け越し。
- 1996年（平成8年）11月場所前、横綱貴乃花は9月場所後の巡業で脇腹をひねり背筋に肉離れを起こしていた。ケガが完治しない中、貴乃花は同年11月場所を当初は強行出場する意向を表明。初日貴乃花の取組を西小結・武双山と当初発表したが、11月場所初日の前日に貴乃花は急性腸炎による高熱で急遽入院したため、一転して休場。この貴乃花の突如全休の影響で、一旦発表された初日および2日目の取組は、急遽佐渡ヶ嶽審判部長（元横綱・琴櫻）をはじめ、審判委員を招集し割り返しが行われた（初日武双山の取組は西横綱・曙に変更）。貴乃花1人の休場で幕内は20番のうち16番、十両に至っては13番すべての取組が変更になった。初日前日に取組が変更になった前例は、1975年（昭和50年）3月場所、横綱北の湖と対戦する予定だった小結旭國が膵臓炎で入院、「初日から横綱が不戦勝では格好がつかない」と判断され割り返しが行われたが（北の湖は西関脇黒姫山と対戦）、それ以来21年ぶりの珍事だった。
- 2000年（平成12年）3月場所、本来ならあるべき横綱同士の対戦がなくなるという異例の事態が起きた。12日目まで幕尻の前頭14枚目貴闘力が全勝、13日目に武蔵丸、14日目に曙の両横綱と対戦しており、横綱同士の対戦は14日目の武蔵丸－貴乃花戦、千秋楽の貴乃花－曙戦の2番で、貴闘力の活躍で曙－武蔵丸の取組がなくなるという史上初めての珍事となった。幕尻の力士が好成績で横綱と対戦することも、1979年（昭和54年）9月場所13日目に前頭14枚目の朝汐が横綱三重ノ海と対戦して以来2度目であった。幕尻の貴闘力が2日連続で横綱戦に割が組まれたことも、横綱同士の対戦より優勝争いを優先する取組として割が組まれている。貴闘力は両横綱には敗れたが、千秋楽関脇雅山を破り、13勝2敗で見事初優勝を果たした。
- 2000年11月場所6日目、平成時代に入ってからは異例の早さで魁皇対出島戦という、大関同士の取組が組まれていた。3横綱・5大関と上位力士が多く、さらに休場の力士が一人もいなかったことによるものと思われる。また、同じく6日目の十両全12番（当時）の取組で史上初めて西方力士が全て勝ちとなった。
- 2002年（平成14年）3月場所初日、この場所新入幕の鳥羽の山がこの日の朝稽古で負傷したため急遽休場することとなった。このため、この日の対戦相手だった高見盛は不戦勝となったが、初日2日前に発表されていた2日目の取組は割返しが行われ、対戦予定だった貴闘力は不戦勝とはならなかった。
- 2004年（平成16年）7月場所7日目の幕内取組は異例の早さで進行した。十両の取組で3番物言いがつき、2番が取り直しとなったため、午後3時50分の幕内土俵入りが4時30分頃にずれ込み、約40分も遅れたことが原因であった。通常3回程度の仕切り回数を幕内後半戦の途中（大関戦の前）まで、幕下以下と同様の1回とした。よって翌中日8日目には幕内取組開始を15分繰り上げた。
- 2010年（平成22年）5月場所4日目、十両で蒼国来－春日王戦が初顔で組まれたが、関取以上では史上初の中国出身力士と韓国出身力士の取組となった。また9月場所で蒼国来は新入幕、春日王は3月場所以来の再入幕で、初日早々、春日王（東13枚目）－蒼国来（西13枚目）の割が組まれ、幕内でも同様に史上初の取組となった。
- 2010年7月場所、一連の野球賭博問題で解雇となった大関琴光喜以下、謹慎休場となった力士が14人。7月9日に行われた取組編成で、十両以上で通常の取組数より6番（幕内3番、十両3番）少ない幕内18番、十両11番となった。このうち初日の幕内取組で謹慎休場者が全員日本人力士のため、18番のうち日本人力士同士の取組がわずか5番（後半戦に限れば1番のみ）となった。
- 2012年（平成24年）5月場所、終盤の幕内優勝争いがもつれ、14日目終了の時点では3敗力士が大関稀勢の里、前頭4枚目栃煌山、同7枚目旭天鵬の3名、4敗力士が横綱白鵬、前頭5枚目隠岐の海、同6枚目碧山の3名という状況であった。しかし、栃煌山の対戦相手だった大関琴欧洲が千秋楽の朝に突然休場。これにより割返しが出来ずに琴欧洲－栃煌山戦は栃煌山の不戦勝となった。また栃煌山以外の3敗力士だった稀勢の里が大関把瑠都に敗れ、旭天鵬が関脇豪栄道に勝つという結果になったことから優勝決定戦が栃煌山－旭天鵬の組み合わせとなり、大相撲史上初となる平幕力士同士の優勝決定戦となった。また優勝決定戦出場力士が当日の本割で不戦勝となったことも珍しいケースとなった。
- 2012年7月場所、14日目終了時点で横綱白鵬、大関日馬富士が14戦全勝で千秋楽決戦となり、日馬富士が勝ち15戦全勝で3回目の優勝を果たしたが、横綱・大関が千秋楽で全勝対決（15日制以降、優勝決定戦を含む）することは史上初。また本来なら白鵬の千秋楽の対戦相手は東正大関の稀勢の里であるが、結果的に14日目まで全勝を守った日馬富士（番付上の地位は西大関2）との全勝対決が組まれることになった。白鵬－稀勢の里は14日目に組まれており、上述の取組編成の慣例に照らせば少なくとも13日目の午前中の時点で、千秋楽結びを白鵬―日馬富士戦にすることは既定路線だったことになる。12日目終了時点で、全勝のふたりに対して稀勢の里ら後続は3敗差をつけられており、優勝争いは事実上ふたりに絞られていた。休場や同部屋対戦の回避以外の理由（優勝争いを優先など）で、本来千秋楽結びの一番を取るはずの力士が別の取組に回された例としては、1975年5月場所の東大関初代貴ノ花、1993年1月場所の西大関小錦らがいる。
- 2012年9月場所14日目、前頭11枚目若の里－同11枚目旭天鵬戦は、両者通算800勝以上（若の里804勝、旭天鵬814勝）という史上初の取組となった。勝負は若の里がもろ差しから寄り切って通算805勝目を挙げた。
- 2012年11月場所、6日目に鶴竜－琴欧洲戦、7日目に鶴竜－琴奨菊戦[7]と前半戦（7日目まで）で大関同士の対戦が2番組まれた。前半戦で大関同士の対戦が組まれるのは2000年11月場所、6日目に魁皇―出島戦が組まれて以来12年ぶりのことである。鏡山審判部長（元関脇・多賀竜）は、「今場所はカド番3人で（前半の大関戦を）考えた。」と述べている[8]。この場所は中日にも横綱－大関戦が組まれるなど[9]、この後も大関以上同士の取組が前倒しで組まれた。
- 2014年（平成26年）5月場所、3日目の中入り後取組が発表された後に前頭16枚目千代の国が休場届を提出したため割返しが行われ、既に決まっていた取組1番が変更された。
- 2014年9月場所、新入幕の逸ノ城が終盤まで1敗を守って優勝を争い、13日目鶴竜、14日目白鵬と横綱に当てられた。新入幕力士が複数の横綱と対戦するのは、1943年5月場所で東富士が安藝ノ海、照國と対戦して以来71年ぶり[10]。1943年当時は東西制であり、東前頭8枚目の東富士は当然に横綱の対戦圏内だったので、新入幕力士の好成績によって割が崩されてのものとしては史上初のことになった。
- 2015年（平成27年）3月場所、横綱鶴竜が場所初日になって左肩腱板損傷のため休場を届け出た。初日の逸ノ城戦は鶴竜の不戦敗となったが、2日目の取組は割り返しが行われ、大関稀勢の里・琴奨菊をはじめ中入り後の21番中9番が変更された。[11]
- 2016年（平成28年）1月場所、9日目の中入り後取組が発表された後に前頭10枚目御嶽海が休場届を提出したため割返しが行われ、既に決まっていた取組2番が変更された。
- 2016年9月場所、豪栄道-魁聖の対戦カードが魁聖が中日終了時点で既に7敗だったのに対し豪栄道が全勝だったためその後も組まれることなく消滅した。
- 2016年11月場所3日目、前頭9枚目輝－同8枚目勢戦が組まれたが、幕内での一文字の四股名同士の取組は昭和以降初。ちなみに掬い投げで勢の勝ち。また、千秋楽の大関同士の稀勢の里−琴奨菊の対戦カードが琴奨菊の不調により崩され、千秋楽は、稀勢の里−宝富士、琴奨菊−松鳳山という対戦カードとなった。
- 2018年11月場所は横綱の白鵬、鶴竜が初日から休場し、稀勢の里も5日目から休場。そのため千秋楽結びの一番は東西の正大関である豪栄道と高安の対戦となるはずだったが豪栄道が右腕の負傷で12日目から突如休場。さらにその日にもう1人の大関である栃ノ心と高安の対戦が組まれてしまったため千秋楽の結びの一番は御嶽海-高安が組まれた。 関脇力士が千秋楽結びの一番に出場したのは、2001年9月場所の栃東以来、約17年ぶりだった。
- 2019年（平成31年）1月場所、横綱稀勢の里が4日目に現役引退、大関栃ノ心が5日目に、横綱鶴竜が6日目に休場と前半戦で2横綱1大関が離脱。さらに横綱白鵬が14日目に休場したため横綱が不在となり、千秋楽は通常だと東大関高安が結びの一番を務めるが、高安が三役以上の力士との対戦が終了していたため西大関の豪栄道と優勝争いをしていた東関脇貴景勝との対戦が結びとなった。高安は結び前で前頭8枚目の魁聖(14日目終了時点で10勝4敗の好成績だった)との取組となった。
- 2019年3月場所、前相撲で同部屋同士の対戦が行われた。本来、同部屋同士の対戦は前相撲であってもご法度とされているが、この場所の9日目に朝日山部屋所属の北島と池亀が対戦した。当初、北島は山本桜（式秀部屋）と対戦する予定であったが、山本桜が体調不良で急遽欠場することになり、その代わりにインフルエンザ明けのため相撲を取らない予定であった池亀を出場させたために起こったミスである。[12]

### 令和
- 令和時代としては初めてとなる2019年（令和元年）5月場所、12日目を終えて前頭8枚目の朝乃山が終盤まで2敗を守って優勝を争い、13日目に3敗の関脇栃ノ心と対戦し、物言いが付いたが行司軍配差し違いで朝乃山が勝利[13]。翌14日目は大関豪栄道と対戦するも朝乃山の勝利に。同日結びの一番で、一人3敗を保持した横綱鶴竜が、4敗に後退した栃ノ心の注文相撲に敗れ（当場所は関脇陥落直後だった栃ノ心は10勝目を挙げ、次の7月場所に大関特例復帰が決定）、千秋楽を待たずに朝乃山の平幕優勝が決まった。三役経験無しで平幕優勝を果たしたのは、1961年5月場所の佐田の山（のち横綱）以来58年振りである[14]（千秋楽の朝乃山は小結御嶽海に敗北し成績は12勝3敗[15]）。また、朝乃山の活躍と豪栄道・高安の2大関不調により、今場所は豪栄道−高安、豪栄道−栃ノ心の対戦カードが消滅した。さらに、11日目には関脇以上の出場力士が全員敗れるという大相撲史上初の事態となった。
- 2019年7月場所では、4大関休場となり大相撲史上初の出来事となった。さらに、関脇玉鷲の成績が非常に良くないことにより、阿炎-玉鷲、鶴竜-玉鷲の対戦カードが消滅した。また本来番付通りなら玉鷲はこれより三役に登場するはずだが上述通り成績不振だったことから東小結の阿炎と取組順が入れ替わり代わりに阿炎がこれより三役の1人を務めた。
- 2019年9月場所では、14日目の取組結果を考慮して、千秋楽の取組で前頭8枚目隠岐の海と関脇貴景勝が組まれた。それによって、阿炎−貴景勝の対戦カードが消滅した。
- 2019年11月場所、横綱鶴竜が場所初日になって腰椎すべり症のため休場を届け出た。初日の小結朝乃山戦は鶴竜の不戦敗となったが、2日目の取組は割り返しが行われ、大関豪栄道をはじめ中入り後の21番中12番が変更された。それによって、本来2日目に鶴竜と対戦予定だった前頭筆頭の隠岐の海は、対戦相手が豪栄道へ変更され不戦勝とはならなかったが、豪栄道が2日目から休場となったため結果的に隠岐の海は不戦勝となった。また、2日目は関脇以上の出場力士が全員敗れる事態となり、令和元年5月場所以来3場所振り2回目の出来事となった。さらに、5日目までに全勝力士が消えるという平成13年9月場所以来約18年振りの非常事態にも陥った。そして、中日には角番の大関髙安が取組直前にギックリ腰のため急遽休場を発表した。取組直前に休場を発表するのは大相撲史上初の珍事となった。以上のようにこの場所上位陣の休場が相次いだ影響もあり千秋楽のこれより三役に平幕の琴勇輝が登場してしまい2019年3月場所以来4場所ぶりとなる「これより三役、全員三役以上」が実現しなかった。
- 2020年1月場所では幕尻（西前頭17枚目）の德勝龍が、14日目まで1敗を守り優勝争いの単独首位となったことと大関豪栄道が成績不振であったことから千秋楽結びの一番では貴景勝−豪栄道の割が崩され貴景勝-徳勝龍の取組が組まれた。平幕力士が千秋楽結びの一番を務めるのは48年振り[注 8]、さらに幕尻力士がこれより三役及び千秋楽結びの一番に登場するケースは大相撲史上初の出来事となった[16]。また関脇高安も不振だったため千秋楽に残っていた朝乃山−髙安の対戦カードが消滅した。
- 2020年3月場所では西前頭13枚目の碧山が13日目を終えて2敗で両横綱の白鵬・鶴竜と共に優勝争い先頭に立ったことと大関の貴景勝の不調により、14日目の取組は白鵬-碧山となった。さらに小結の北勝富士が不調であることと14日目終えた時点で正代が勝ち越しを決めていることにより、千秋楽の取組編成では、北勝富士の相手は同じく不調の東前頭8枚目の松鳳山、正代の相手は三敗で好調の東前頭9枚目の隆の勝となった。これらにより、白鵬-貴景勝、北勝富士-正代の対戦カードが消滅した。
- 2020年7月場所では再入幕の元大関である東前頭17枚目の照ノ富士の活躍により、大栄翔-御嶽海の対戦カードが消滅した。
- 2020年9月場所では関脇御嶽海の不調と新入幕の翔猿の活躍により、御嶽海-貴景勝、正代-御嶽海の対戦カードが消滅した。
- 2020年11月場所では平幕の志摩ノ海の活躍により、照ノ富士-隆の勝の対戦カードが消滅し照ノ富士-志摩ノ海のカードが組まれた。さらに本来番付順なら「14日目に貴景勝-照ノ富士、千秋楽に貴景勝-御嶽海」となるが、御嶽海が不調だったため実際に組まれた割は「14日目に貴景勝-御嶽海、千秋楽に貴景勝-照ノ富士」と逆になった。また小結力士の千秋楽結びの一番の登場は 1992年5月場所の安芸乃島以来およそ28年ぶりだった。
- 2021年1月場所は綱取りだった貴景勝が途中休場した影響で平幕の明生がこれより三役に登場してしまい2019年3月場所以来10場所ぶりの「これより三役が全員三役以上の力士」が実現しなかった。10場所も三役力士の揃わないこれより三役は大相撲史上前代未聞であった。
- 2021年3月場所では小結高安と平幕碧山の活躍により、優勝争いを優先して千秋楽はこの両者の取組が組まれた。そのため千秋楽で対戦が予想されていた高安-隆の勝の対戦カードが消滅した。これにより11場所連続三役力士の揃わないこれより三役となってしまった。
- 2021年5月場所では本来番付通りならば14日目に照ノ富士-貴景勝、千秋楽で正代-貴景勝となるはずが正代が成績不振でかつ照ノ富士が優勝争い先頭になっていたということもあって取組順が逆となった他、平幕の遠藤と逸ノ城が好成績だったため正代-照ノ富士の割が崩された。また不祥事で途中休場した朝乃山が今場所もし千秋楽まで出場していればこれより三役が全員三役力士以上となる取組が予想されていたが途中休場により実現せず大相撲史上前代未聞となる12場所連続三役力士の揃わないこれより三役となってしまった。
- 2021年7月場所は三役力士の割が一つも崩されることがなく、これより三役が全員三役力士以上となり2019年3月場所以来およそ2年ぶり実に13場所ぶりとなる三役力士の揃ったこれより三役が実現した。
- 2021年9月場所では正代、貴景勝の2大関が揃って不調だったことに加え平幕妙義龍が好調だったため、正代-貴景勝、正代-御嶽海の対戦カードが消滅した。また東小結の高安が途中休場したため千秋楽に対戦が予想されていた西関脇の明生は妙義龍との対戦が組まれたため2場所ぶりに再び三役力士の揃わないこれより三役となった。
- 2021年11月場所では平幕阿炎が好調で貴景勝、照ノ富士との対戦が組まれたことによって照ノ富士-正代、御嶽海-貴景勝の対戦カードが消滅した。また2場所ぶりにこれより三役が全員三役力士以上となった。
- 2022年1月場所では前場所同様に平幕阿炎が好調で、正代が不調により、照ノ富士-正代、御嶽海-隆の勝の対戦カードが消滅し代わりに照ノ富士-阿炎、御嶽海-阿炎が組まれた。さらに、照ノ富士-正代の対戦カードが2場所連続で消滅したのは、両者皆勤した横綱と大関の組み合わせとして史上初の出来事となった。そのため当然これより三役も平幕が登場した。(千代翔馬と宝富士)
- 2022年3月場所は平幕の元大関高安と琴ノ若の活躍によって正代-御嶽海、正代-阿炎、貴景勝-阿炎の対戦カードが消滅した。またこの場所横綱の照ノ富士が休場したことによって本来千秋楽結びの1番となるはずであった東西の正大関同士である正代-貴景勝の対戦カードが12日目に組まれた。両者共に角番で序盤から不調だったために早めに組まれたと思われる。
- 2022年11月場所では1横綱の照ノ富士が初日から休場、2大関の一角であった正代はカド番の中13日目に負け越しが決定。これを受けて千秋楽の貴景勝との大関対決も割崩しにより消滅、横綱大関間での取組が1度もない場所となった。
- 125年ぶりに1横綱1大関となった2023年1月場所は照ノ富士が引き続き全休となったため、横綱大関間の取組はなし。また、14日目を終えて11勝3敗で優勝争いの先頭に並んでいた貴景勝と平幕の琴勝峰が千秋楽の結びの一番で相星決戦に。貴景勝は今場所4関脇のうち3人との対戦がなかった（高安は休場）。
- 2023年3月場所では綱とりのかかっていた貴景勝が7日目から休場となり、引き続き全休となっていた照ノ富士を含めて横綱大関が不在となった。
- 2023年11月場所は、千秋楽に加えて14日目の取組も、前日13日目の結果を踏まえて決定する運びとなった。その結果、2敗同士で並んでいた大関霧島と平幕熱海富士の取組が組まれ、大関以上では霧島と豊昇龍の割が崩された（照ノ富士は休場）。
- 2024年3月場所は、新入幕の尊富士が初日から11連勝の快進撃を披露。これを受けて今までの14日目からの『前日までの結果で決定』が、13日目にも適用された。
- 2025年7月場所は、11日目の取組途中に翌12日目の取組を編成。さらに翌13日目以降は『前日までの結果で決定』が適用される。